# Gléresse

Photo aérienne (1954).

Gléresse, appelée Ligerz en allemand, est une commune suisse du canton de Berne, située dans l'arrondissement administratif de Bienne, au bord du lac de Bienne.

## Géographie
La commune est située sur la rive gauche du lac de Bienne.
Outre le village vigneron de Gléresse, elle comprend les hameaux de la moitié sud de Petite Douanne (le nord fait partie de Douanne), Bévesier (Bipschal) et plus haut, sur une terrasse du Jura, Cerniaux (Schernelz) et Festi.

## Population

### Gentilés  et surnom
Les habitants de la commune se nomment les Gléressois. Ceux de la localité de Bévesier se nomment les Bévesiens.
Les habitants de la commune sont surnommés d'Herbstsunntiger, soit ceux qui ouvrent leurs caves l'automne en fin de semaine en dialecte bernois.

### Démographie
La commune compte 517 habitants au 31 décembre 2023, pour une densité de population de 287 hab/km2.
Elle compte 306 habitants en 1764, 458 en 1850, 419 en 1900, 541 en 1950, 433 en 1980 et 490 en 2000.

## Musées
- Musée de la vigne du lac de Bienne.

## Monuments
Le château de Gléresse.

## Économie
La pisciculture d'État de Bipschal.

## Transports
La commune compte un funiculaire reliant Gléresse à Prêles à travers les vignes de la région. Trois arrêts sont assurés dans le village de Gléresse. La commune se trouve également sur la ligne ferroviaire reliant Bienne à Neuchâtel ainsi que sur le tracé de la semi-autoroute A5.